# Reuleauxov trokut
Reuleauxov mnogokut je krivulja stalne širine – to jest, krivulja čiji su svi promjeri iste duljine. Najpoznatiji oblik je Reuleauxov trokut. Ime je dobio po Franzu Reuleauxu, njemačkome inženjeru iz 19. stoljeća, iako je takav trokut bio poznat i prije njega.
Reuleauxov trokut najjednostavniji je netrivijalni primjer krivulje sa stalnom širinom – krivulja kod koje su jednako udaljene dvije suprotne paralelne tangente, neovisno o smjeru tih paralela. (Trivijalni primjer je krug.)

## Konstrukcija
Konstrukcija Reuleauxovog trokuta počinje na jednakostraničnom trokutu. Šestar se postavi u jedan od vrhova i opiše kružni luk između druga dva vrha. To se ponovi i za ostale vrhove. Zatim se obriše početni trokut. Rezultat je krivulja konstantne širine. Ekvivalentno, za zadani trokut T čije su stranice a, uzeti granicu presjeka kružnica s polumjerom a koje su konstruirane iz vrhova trokuta T.
Po Blaschke-Lebesgue teoremu, Reuleauxov trokut ima najmanju površinu od svih krivulja konstantne širine. Ta površina je {\displaystyle {1 \over 2}(\pi -{\sqrt {3}})d^{2}}, gdje je d konstantni promjer, što je za oko 11,4 % manje od površine kruga istog promjera.
Reuleauxov trokut može se generalizirati na pravilne poligone s neparnim brojem stranica. Tako su, na primjer, izrađene britanske kovanice od 20 i 50 penija.

## Primjena
- Rotor Wankelova motora sličan je Reuleauxovom trokutu.
- Svrdlom u obliku Reuleauxovog trokuta može se izbušiti rupa koja je skoro savršen kvadrat (98,77 % površine, sa zaobljenim kutovima). Takvo svrdlo je 1914. projektirao i patentirao Harry Watts.[1] To je svrdlo konkavno na tri mjesta, što omogućuje sječenje kutova kvadrata i odstranjivanje strugotine. Vođenje osi svrdla je po kružnici, kao što pokazuje slika desno.

## Trodimenzijska inačica
Presjek lopti polumjera r iz središta pravilnoga tetraedra čija je stranica r zove se Reuleauxov tetraedar, ali nije ploha stalne širine. No, može se napraviti s tim svojstvom, a takav se lik zove Meissnerov tetraedar, tako što se bridni lukovi zamijene krivim umetcima; alternativno, rotacijska ploha Reuleauxova trokuta kroz jednu njegovu os simetrije tvori plohu stalne širine, s najmanjim obujmom od svih rotacijskih ploha zadane stalne širine.

## Vanjske poveznice
- Drilling Square Holes (engl.)  Arhivirana inačica izvorne stranice od 4. travnja 2005. (Wayback Machine) - Bušenje kvadratnih rupa
- Weisstein, Eric W. „Reuleaux Triangle” (engl.) MathWorld